# 천계 (명)
천계(天啓, 1621년 ~ 1627년)는 명나라 희종(熹宗) 천계제(天啓帝)의 연호이다. 7년 가량 사용하였다.

## 개원
- 태창(泰昌) 원년 9월 6일[1](그레고리력 1620년 10월 1일)에 연호를 천계(天啓)로 정하고, 다음 해 1월 1일[2](그레고리력 1621년 1월 22일)에 개원함.[3][4][5]

- 천계(天啓) 7년 8월 24일[6](그레고리력 1627년 10월 2일)에 연호를 숭정(崇禎)으로 정하고, 다음 해 1월 1일[7](그레고리력 1628년 2월 5일)에 개원함.[8][9][5]

## 연대 대조표
| 천계 | 서기(西紀) | 간지(干支) | 후금 연호       |
| 원년 | 1621년     | 신유(辛酉) | 천명(天命) 6년  |
| 2년  | 1622년     | 임술(壬戌) | 천명 7년        |
| 3년  | 1623년     | 계해(癸亥) | 천명 8년        |
| 4년  | 1624년     | 갑자(甲子) | 천명 9년        |
| 5년  | 1625년     | 을축(乙丑) | 천명 10년       |
| 6년  | 1626년     | 병인(丙寅) | 천명 11년       |
| 7년  | 1627년     | 정묘(丁卯) | 천총(天聰) 원년 |

## 동시대 연호

### 중국
후금(後金)
- 천명(天命) (1616년 ~ 1626년)
- 천총(天聰) (1627년 ~ 1636년)

중국(기타)
- 사숭명(奢崇明) 서응(瑞應) (1621년 ~ 1629년)
- 서홍유(徐鴻儒) 대성흥승(大成興勝) (1622년)
- 정진명(鄭振明) 일통(一統) (1622년)
- 후덕(侯德) 현정(玄静) (1622년)
- 양환(楊桓), 양종유(楊從儒) 의덕(懿德) (1624년)
- 절강해구(浙江海寇) 관화(寬和) (1625년)

### 베트남
후 레 왕조(後黎朝)
- 빈또(永祚) (1619년 ~ 1629년)

막 왕조(莫朝)
- 끼엔통(乾統) (1593년 ~ 1625년)
- 롱타이(隆泰) (1618년 ~ 1625년)

### 일본
- 겐나(元和) (1615년 ~ 1624년)
- 간에이(寬永) (1624년 ~ 1644년)

## 같이 보기
- 다른 왕조의 같은 연호
  - 남조(南詔) 천계(天啓, 840년 ~ 859년)

- 중국의 연호 목록